# Таусон (Мэриленд)
Таусон (англ. Towson) — статистически обособленная местность в США, административный центр округа Балтимор штата Мэриленд. Население — 59 553 человека (2020).

## География
Таусон расположен по координатам 39°23′33″ с. ш. 76°37′17″ з. д. (39.392422, -76.621509). По данным Бюро переписи населения США в 2010 году статистически обособленная местность имела площадь 36,99 км², из которых 36,64 км² — суша и 0,35 км² — водоёмы.

## Демография
| Год переписи | Нас.  |  | %±     |
| ------------ | ----- |  | ------ |
| 1960         | 19090 |  | —      |
| 1970         | 77768 |  | 307,4% |
| 1980         | 51083 |  | −34,3% |
| 1990         | 49445 |  | −3,2%  |
| 2000         | 51793 |  | 4,7%   |
| 2010         | 55197 |  | 6,6%   |
| 2020         | 59553 |  | 7,9%   |

Согласно переписи 2010 года, в статистически областной местности проживало 55 197 человек в 21 066 домохозяйствах в составе 11 134 семей. Плотность населения составляла 1492 человека/км². Было 22779 квартир (616/км²).
Расовый состав населения:
| - 80,6% — белых - 11,0% — чёрных или афроамериканцев - 5,1% — азиатов - 0,2% — коренных американцев |

К двум или более расам принадлежало 2,2%. Доля испаноязычных составила 3,4% всего населения.
По возрастному диапазону население распределялось следующим образом: 17,1% — лица младше 18 лет, 66,4% — лица в возрасте 18-64 лет, 16,5% — лица в возрасте 65 лет и старше. Медиана возраста жителя составила 34,6 года. На 100 человек женского пола в статистически обособленной местности приходилось 85,0 мужчин; на 100 женщин в возрасте от 18 лет и старше — 81,1 мужчин также старше 18 лет.
Средний доход на одно домашнее хозяйство составил 106 722 доллара США (медиана — 74 828), а средний доход на одну семью — 141 300 долларов (медиана — 107 355). Медиана доходов составляла 71 827 долларов для мужчин и 60 441 доллар для женщин. За чертой бедности находилось 12,2% человек, в том числе 7,5% детей в возрасте до 18 лет и 6,0% лиц в возрасте 65 лет и старше.
Гражданское трудоустроенное население составляло 27 262 человека. Основные области занятости: образование, здравоохранение и социальная помощь — 32,7%, учёные, специалисты, менеджеры — 13,7%, искусство, развлечения и отдых — 11,4%, розничная торговля — 9,6%.